# Optare MetroCity
De Optare MetroCity is een low entry-midibus, geproduceerd door de Britse busfabrikant Optare. De in- en uitstap is verlaagd, waardoor er geen treden nodig zijn. Het gedeelte tussen de voor- en achterdeur ligt op dezelfde hoogte. De zetels achter de uitstapdeuren staan wel op een verhoging, bereikbaar met een trapje. De première vond plaats in november 2012, op de Euro Bus Expo op NEC in Birmingham..
Optare heeft de MetroCity speciaal ontworpen voor stadsdiensten, met name voor de stadsdiensten in Londen. De MetroCity is qua ontwerp een mengeling van de Optare Versa en de Optare Tempo.

## Inzet
Op 8 oktober 2013 werd de eerste bestelling geplaatst door Epsom Coaches voor een levering van twaalf bussen. Epsom wil de bussen gaan gebruiken bij hun dochterbedrijf Quality Line voor de stadsdienst van Londen. Met deze bestelling zijn gelijk ook de eerste bussen in dienst van Optare met een Euro 6 motor. Op 25 juni 2014 werden de bussen overhandigd en in dienst genomen.
| Land                | Bedrijf                      | Aantal | Type  | Serie | Inzet          | Opmerking         |
| ------------------- | ---------------------------- | ------ | ----- | ----- | -------------- | ----------------- |
| Verenigd Koninkrijk | Quality Line (Epsom Coaches) | 12     | MC990 | ??    | Lijn S1 Londen | Eerste bestelling |